# Автошлях М 14
Автошлях М 14 — автомобільний шлях міжнародного значення в Україні, що сполучає Одесу — Мелітополь — Новоазовськ (далі до м. Таганрога) (кордон із Росією).

## Загальні відомості
Пролягає територією Одеської, Миколаївської, Херсонської, Запорізької та Донецької областей. Збігається з частиною європейського маршруту E58 (Відень — Ужгород — Кишинів — Одеса — Ростов-на-Дону). Частина європейського коридору «Чорноморське економічне співтовариство».

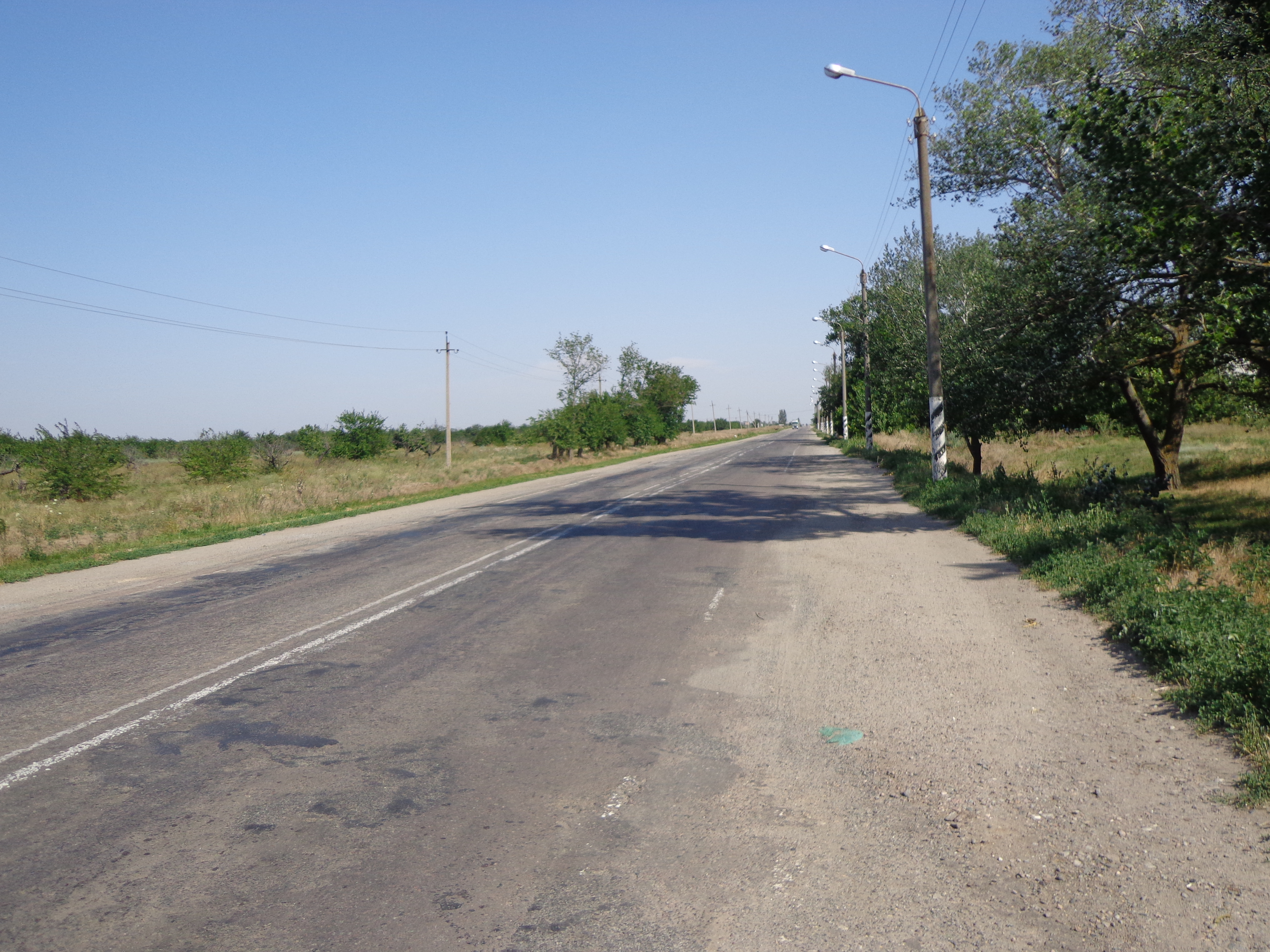
Автошлях в селі Костянтинівка Мелітопольського району Запорізької області

Починається в Одесі і пролягає через Миколаїв, Херсон, Мелітополь, смт Приазовське, Приморськ (до 1964 року — Ногайськ), Мангуш, Маріуполь, Новоазовськ та закінчується на пропускному пункті Новоазовськ, що веде до Ростова-на-Дону в Росії.

## Довжина
Одеса — Мелітополь — Новоазовськ (далі до м. Таганрог) — 691,3 км.
Під'їзди:
Під'їзд до Р47 — 2,1 км.
Під'їзд до м. Херсона — 4,1 км.
Об'їзд м. Мелітополя — 16,7 км.
Разом — 714,2 км.

## Маршрут
Автошлях проходить через такі населені пункти
| Автошлях М 14         | |
| Одеська область       | |
| Одеса                 | вул. Балківська, вул. Отамана Головатого, вул. Чорноморського козацтва, вул. Миколаївська дорога, просп. Добровольського, E58E87E95М05М15М16М27М28Н33Р71             |
| Одеський район        | |
| Іванове               | Р55 |
| Сичавка               | М28 |
| Миколаївська область  | |
| Миколаївський район   | |
| Коблеве               | |
| Федорівка             | Т 1515 |
| Красне                | |
| Нечаяне               | |
|                       | Т 1513 |
| Весняне               | Т 1506 |
| Миколаїв              | Одеська вул., Веселинівська вул., Варварівський міст, Велика Морська вул., Нікольська вул., Пушкінська вул., Інгульський міст, просп. Героїв України Н11Н14Н24Т 1507 |
| Миколаївський район   | |
| Мішково-Погорілове    | Н11 |
| Херсонська область    | |
| Херсонський район     | |
| Посад-Покровське      | |
| Чорнобаївка           | Т 2215 |
| Херсон                | М17Р47Р81Т 1505 |
| Антонівка             | |
| Олешки                | Р57 |
|                       | М17 |
| Каховський район      | |
| Херсонський район     | |
| Каховський район      | |
|                       | Т 2210 |
|                       | Т 2202 |
| Петропавлівка         | Р47 |
| Генічеський район     | |
|                       | Т 2209 |
| Запорізька область    | |
| Мелітопольський район | |
|                       | Т 0805 |
| Мелітополь            | Каховське шосе, вул. Івана Алексєєва, вул. Героїв України, вул. Гетьманська, вул. Олександра Невського, вул. Інтеркультурна, E105М18                                 |
| Костянтинівка         | |
| Новоіванівка          | |
| Приазовське           | |
| Бердянський район     | |
| Приморськ             | Т 0821 |
| Азовське              | Н30 |
| Осипенко              | Т 0819 |
| Червоне Поле          | |
| Донецька область      | |
| Маріупольський район  | |
| Мангуш                | Т 0523 |
| Маріуполь             | просп. Миру, просп. Металургів, бульвар Шевченка, вул. Набережна, вул. Пашковського, вул. Голубенко, вул. Таганрозька, Н20Т 0519Н08                                  |
| Новоазовський район   | |
| Безіменне             | |
| Новоазовськ           | Т 0508 |
| КПП «Новоазовськ»     | А280 E58 • Таганрог |